# Claus Schilling
Pour les articles homonymes, voir Schilling.
Claus Karl Schilling (aussi connu sous le nom de Klaus Schilling), né le 5 juillet 1871 à Munich dans l'Empire allemand et mort le 28 mai 1946 à Landsberg am Lech en Allemagne de l'Ouest, est un spécialiste allemand de médecine tropicale qui conduisit des expériences sur des êtres humains au camp de concentration de Dachau pendant la Seconde Guerre mondiale. 

## Biographie
Né à Munich le 5 juillet 1871, Schilling étudie la médecine dans sa ville natale où il obtient un doctorat en 1895. Il est professeur de parasitologie à l'Université de Berlin et membre de la Commission du paludisme de la Société des Nations. Pendant plusieurs années, Schilling pratique dans les possessions coloniales allemandes en Afrique. Reconnu pour ses contributions dans le domaine de la médecine tropicale, il devient le premier directeur de la division de médecine tropicale de l'Institut Robert Koch en 1905, où il demeura pendant les trois décennies suivantes.

### Recherches en Italie
Après avoir quitté l'Institut Robert Koch en 1936, Schilling rejoint l'Italie fasciste de Benito Mussolini, où il a l'occasion de mener des expériences de vaccination sur les détenus des hôpitaux psychiatriques de Volterra et San Niccolò di Siena, à Sienne. (Les autorités italiennes craignaient que les troupes affrontent des épidémies de paludisme au cours de la guerre italo-éthiopienne.) Schilling soulignant l'importance de la recherche pour les intérêts allemands, le gouvernement nazi d'Allemagne le soutient par une subvention financière pour son expérimentation italienne

### Expériences à Dachau
En 1941, Schilling revint en Allemagne après une rencontre avec Leonardo Conti, le chef de la santé nazi. Au début de 1942, Heinrich Himmler, le chef de la SS, lui fournit une station spéciale de recherche sur le paludisme au camp de concentration de Dachau. Malgré des évaluations négatives de ses collègues, Schilling reste responsable de la station de lutte contre le paludisme pendant toute la durée de la guerre. De février 1942 à début avril 1945, le paludisme est délibérément transmis à un nombre de détenus du camp variant entre 1 000 et 1 200 qui sont ensuite soignés à l'aide de médicaments à titre expérimental. Les détenus sont plus de 100, probablement même près de 400, à mourir des suites de cette série d'expériences.

### Procès de Dachau

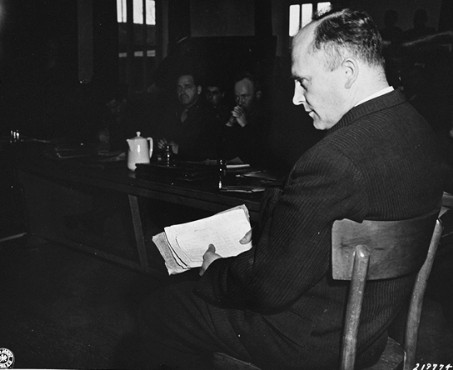
Le prêtre tchèque, Friedrich Hoffman, témoigne au procès des anciens membres du camp et des prisonniers du camp de concentration de Dachau. Dans sa main il tient des dossiers montrant que des centaines de prêtres sont morts au camp après avoir été exposés au paludisme pendant les expériences médicales nazies.

Après la libération du camp par l'Armée américaine, Schilling est jugé par un Tribunal Militaire américain lors du procès de Dachau, qui débute le 15 novembre 1945. À 74 ans, il est alors le plus âgé des accusés du procès.
Devant la cour, Schilling ne nia pas avoir effectué ces expériences. Il subordonne les souffrances des victimes de ses expériences à un intérêt plus grand pour la science. Il prie donc la cour de le laisser achever et mettre par écrit sa série d'expériences. De plus, il dit n'avoir rien eu à voir personnellement avec les événements du reste du camp. Le tribunal militaire ne suit pas Schilling dans ses arguments,.

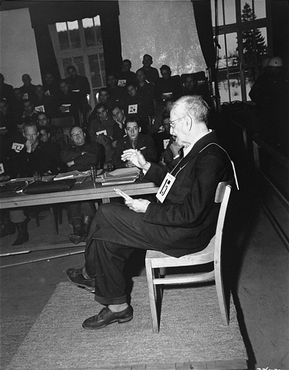
Claus Schilling lors de sa déposition devant la cour le 7 décembre 1945.

Le tribunal le condamna à la pendaison le 13 décembre 1945. Son exécution eut lieu à la prison de Landsberg à Landsberg am Lech le 28 mai 1946.